# 毋忘缅因号 (鸡尾酒)
毋忘缅因号（英語：Remember the Maine）是一款IBA官方鸡尾酒，由黑麦威士忌、樱桃白兰地、甜香艾酒和苦艾酒调制而成。小查尔斯·H·贝克（Charles H. Baker, Jr.）所著的《绅士之友》（1939）中写道，他在1933年古巴革命期间在哈瓦那初尝这种鸡尾酒。这款饮品被国际調酒协会列为“难忘”系列之一。

## 历史
这款鸡尾酒最早出现於小查尔斯·H·贝克的《绅士之友》，他在书中描述為一款1933年他在哈瓦那享用的饮料。该名称取自美国1898年的一句口号“毋忘缅因号，誓滅西班牙！”，當年缅因号战列舰在哈瓦那港爆炸，是美西战争的導火線之一。1935 年，《老華爾道夫酒店酒譜》（Old Waldorf Astoria Bar Book）介绍了一款神似的鸡尾酒，名为“麦金利之悦”（缅因號事件期间麦金利為時任总统）。

## 製作
首先将苦艾酒倒入碟型香檳杯中帶冰攪拌，酒液覆盖杯壁后即可倒出，此時酒杯先擱置一旁備用。取一混合杯，加入威士忌、白兰地和香艾酒，杯中装入四分之三冰块並搅拌至冰鎮。将混合後的酒液滤入香檳杯並饰以柠檬皮捲，亦可使用樱桃。

## 变種
毋忘缅因号本身是曼哈顿的改編，部分香艾酒在此替換成了櫻桃白蘭地。茴香酒可以代替苦艾酒、波本可以代替黑麦威士忌，还有无数其他变種，比如用龍舌蘭酒代替威士忌。